# Hoàng thái phi
Hoàng thái phi (chữ Hán: 皇太妃) là một tôn xưng từ tước Phi dành cho mẹ ruột của Hoàng đế, trong trường hợp người mẹ ấy vốn là phi tần và một người mẹ cả (thường từng là Hoàng hậu) đang tại vị Hoàng thái hậu. Danh vị này bắt nguồn từ lịch sử Trung Quốc, và tiếp tục được sử dụng trong hai nước chịu ảnh hưởng là Việt Nam và Nhật Bản.
Sự phổ biến của danh vị này không nhiều, bởi vì đại đa số các triều đại đều tôn thẳng mẹ mình làm Hoàng thái hậu. Hai triều đại nhà Minh và nhà Thanh còn bắt đầu đồng tôn làm Hoàng thái hậu, do vậy đã không còn tồn tại danh vị này ở Trung Quốc, nhưng hai quốc gia Việt Nam và Nhật Bản vẫn giữ. Nhất là Việt Nam, tận thời nhà Nguyễn triều Vua Khải Định vẫn còn dùng, khi nhà Vua tôn mẹ đẻ là Dương Thị Thục làm Hoàng thái phi, trong khi mẹ cả Nguyễn Hữu Thị Nhàn đã là Hoàng thái hậu.
Và tuy đôi khi được gọi tắt, nhưng "Hoàng thái phi" hoàn toàn có địa vị khác các Thái phi thông thường, bởi vì "Thái phi" trong đại đa số trường hợp đều chỉ đến các phi tần góa phụ của Hoàng đế tiền nhiệm, không có liên hệ quan hệ sinh mẫu với Hoàng đế kế nhiệm.

## Khái niệm

### Trung Quốc
Nhà Tây Hán thành lập, quy định sinh mẫu của các Hoàng tử không kế vị thì đều trở thành Vương thái hậu sau khi con trai được thụ phong tước Vương và ban đất phong ấp. Nhưng kể từ thời Đông Hán và nhất là Tào Ngụy, những người phi tần của Tiên Hoàng đế, mẹ của các tước Vương, dần không trở thành "Vương thái hậu" vì chính sách hạn chế Phiên vương, bọn họ dần chỉ còn được gọi thành Phi để tỏ ý ở dưới mẹ của Hoàng đế là Hoàng thái hậu, do đó có tước hiệu Vương thái phi (王太妃). Ví dụ con trai là "Lâm Giang vương" thì người mẹ chính là "Lâm Giang vương thái phi" mà không phải "Lâm Giang vương thái hậu" như thời Tây Hán. Danh xưng "Hoàng thái phi" này được tạo ra trong thời kỳ mà tước Phi đã được sử dụng phổ biến như vậy. Mục đích của tước xưng này là khi Hoàng đế muốn tôn huy hiệu cho mẹ đẻ, nhưng người mẹ cả trong hoàng thất đã là Hoàng thái hậu, đồng thời triều đình khi ấy không muốn hoặc không chấp nhận việc đồng tôn cùng lúc hai Thái hậu.
Khởi nguồn của danh vị này bắt đầu ở triều đại nhà Tấn, khi Tấn Ai Đế lên ngôi, mẹ ông là Chu quý nhân nên 「"Mẫu dĩ Tử quý"」 mà có tôn xưng long trọng. Câu "Mẫu dĩ tử quý" chính là nói đến người mẹ nên vì con mà hưởng phú quý, tước xưng tôn hiệu chính là phạm trù phú quý của hoàng gia. Nhưng mà khi ấy Hoàng hậu triều trước là Chử Toán Tử đã độc vị Hoàng thái hậu trong hoàng tộc, nên không thể tôn xưng Chu thị làm Thái hậu. Thời Hán và Ngụy, mẹ ruột của Hoàng đế nếu không phải Hoàng hậu thì đều không gia tôn huy hiệu nào, chỉ gia tôn mẹ cả, như trường hợp sinh mẫu của Hán Chương Đế là Giả quý nhân vẫn không có gia tôn, Chương Đế chỉ tôn đích mẫu Minh Đức Mã Hoàng hậu làm Hoàng thái hậu, còn sinh mẫu chỉ được ban đặc quyền đãi ngộ hàng Vương. Bên cạnh đó, mẹ ruột của Hán Linh Đế là Đổng Thái hậu, do bản thân Linh Đế là con thừa tự của Hán Hoàn Đế, nên Đổng thị chỉ được giữ huy hiệu "Hiếu Nhân Hoàng hậu" đến hết đời. Quy định nghiêm ngặt về tước hiệu hoàng gia các triều đại trước nhà Tấn vào lúc ấy, hoàn toàn không có việc xử lý mẹ cả cùng mẹ ruột đồng vị thỏa đáng, thế nên Tấn Ai Đế vì muốn tôn vinh mẹ ruột đành phải cho vời triều thần vào nghị sự về huy hiệu cho mẹ mình. Ban đầu, các quan đầu triều là Thái úy Hoàn Ôn đề nghị nên tấn tôn Chu thị làm 「Phu nhân; 夫人」, còn Thượng thư bộc xạ Giang Bân (江虨) nghị xin tôn làm 「Thái phu nhân; 太夫人」. Tấn Ai Đế đều không nghe, lấy ["Hoàng thái"] kèm theo địa vị Phi, tôn làm 「Hoàng thái phi」, nghi chế đều như Chử Thái hậu. Cũng trong triều nhà Tấn, Phu nhân Lý Lăng Dung là sinh mẫu của Tấn Hiếu Vũ Đế, do vốn chỉ là phi tần nên vào thời điểm khi Hiếu Vũ Đế lên ngôi thì Lý thị chỉ được tôn làm Hoàng thái phi, nhưng nghi thức đều mô phỏng Hoàng thái hậu. Sau đó, Chử Thái hậu mất, mà "Mẫu dĩ Tử quý", Lý thị cuối cùng cũng được tôn làm Hoàng thái hậu.
Các triều đại về sau, đa phần vẫn tuân theo việc tôn mẹ cả làm Hoàng thái hậu, còn mẹ đẻ nếu còn sống là Hoàng thái phi. Triều đại nhà Tống có quy luật đích-thứ nghiêm khắc, tuy mẹ đẻ về sau có thể được truy tặng thụy hiệu như một Hoàng hậu, nhưng sinh thời chỉ là Hoàng thái phi, như Chu Đức phi, hoặc phải đợi Đích mẫu qua đời mới được truy tôn, như trường hợp Hướng Thái hậu và Trần Quý nghi. Nhưng việc tôn như thế nào cũng là do Hoàng đế. Trong lịch sử cũng có rất nhiều ngoại lệ về thân phận của người mang tước hiệu Hoàng thái phi, như triều Tống Dương Thục phi chỉ là dưỡng mẫu của Tống Nhân Tông, nhưng lần lượt được tôn Hoàng thái phi và cuối cùng trở thành Hoàng thái hậu sau khi Lưu Thái hậu qua đời. Sang thời đại nhà Nam Đường dưới thời Lý Tồn Úc, Hoàng đế thiên vị tôn mẹ đẻ là Trinh Giản Hoàng hậu Tào thị làm Hoàng thái hậu, mà mẹ cả Lưu thị làm Hoàng thái phi. Hoặc lại như Hậu Tấn Xuất Đế kế vị khi bác là Thạch Kính Đường qua đời, tôn bà thím là Hoàng hậu Lý thị (vợ của Kính Đường) làm Hoàng thái hậu, còn mẹ đẻ là Vương phi An thị, tuy vốn là vợ cả, vẫn chỉ là Hoàng thái phi để phân biệt ngôi thứ. Sang thời Tiền Thục, Hậu chủ là Vương Diễn kế vị, tôn mẹ là Từ thị làm Hoàng thái hậu, và em gái của Thái hậu là Thục phi Từ thị làm Hoàng thái phi, lúc này Hoàng thái phi lại là dì của Hoàng đế.
Sang đời nhà Minh và nhà Thanh, ["Thái phi"] trở thành danh xưng cho các Di sương phi tần của Tiên Đế, về mặt ý nghĩa thì họ không phải "Hoàng thái phi" thật sự, các Hoàng đế đời sau gọi như vậy để tăng phần cung kính mà thôi.

### Các nước đồng văn
Tại Việt Nam, lần đầu xuất hiện tước vị này là ở thời đại nhà Lý, Lý Nhân Tông tôn mẹ cả Hoàng hậu Dương thị làm Thượng Dương Hoàng thái hậu, còn mẹ đẻ Ỷ Lan Nguyên phi Lê thị làm Hoàng thái phi. Sau khi Thượng Dương Hoàng thái hậu qua đời, Ỷ Lan trở thành Hoàng thái hậu. Tước vị này tiếp tục xuất hiện vào đời nhà Trần, khi Trần Minh Tông tôn mẹ đẻ là bà Huy Tư Hoàng phi làm Hoàng thái phi, do mẹ cả là Thuận Thánh hoàng hậu vẫn còn sống.
Đời nhà Nguyễn, tôn xưng đích-thứ vẫn giữ, Vua Hiệp Hòa là con của Vua Thiệu Trị, sau khi lên ngôi đã tôn mẹ đẻ là Thụy tần Trương Thị Thận làm Hoàng thái phi, do bà mẹ cả - mẹ của Vua Tự Đức là bà Từ Dụ Thái hậu vẫn đang tại vị. Sau khi Vua Hiệp Hòa bị phế, Thụy tần cũng bị tước đi danh vị. Học phi Nguyễn Văn Thị Hương thời Vua Kiến Phúc từng được đề nghị tôn làm Hoàng thái phi, nhưng nhanh chống bị Vua Đồng Khánh tước bỏ. Thực tế, được tấn tôn đàng hoàng và có nghi lễ chỉ diễn ra thời Vua Khải Định, khi ông tôn mẹ cả Nguyễn Hữu Thị Nhàn là Hoàng thái hậu, tiếp tục tôn mẹ đẻ là Dương Thị Thục làm Hoàng thái phi. Năm Khải Định thứ 8 (1923), tháng 10, nhà Vua quyết định tôn Hoàng thái phi làm Hoàng thái hậu. Để phân biệt Đích-thứ khác biệt giữa hai cung, Hoằng Tông tôn Hoàng thái hậu huy hiệu Khôn Nguyên Hoàng thái hậu (坤元皇太后), còn Hoàng thái phi là Khôn Nghi Hoàng thái hậu (坤儀皇太后). Từ đây danh vị ["Hoàng thái phi"] biến mất khỏi lịch sử Việt Nam.
Tại Nhật Bản, đời trước Thiên hoàng Đề Hồ, vị Hoàng hậu sinh ra Thiên hoàng mới có tư cách được tôn Hoàng thái hậu, còn như Phi sinh ra chỉ được tôn Hoàng thái phi, Phu nhân sinh ra sẽ thành Hoàng thái phu nhân. Sau khi dưỡng mẫu của Thiên hoàng Đề Hồ là Đằng Nguyên Ôn Tử (藤原溫子) làm Hoàng thái phu nhân, lại được trao [Trung cung chức; 中宮職], thì các mẹ của Thiên hoàng không cần thiết đã từng là Hoàng hậu hay chưa, vẫn có thể được tôn làm Hoàng thái hậu.

## Địa vị
Bởi vì nguyên nhân xuất hiện tước vị này là nhằm tạo ra một biệt lệ tôn trọng, địa vị của Hoàng thái phi ngoài tôn vinh người mẹ đẻ không thể tôn làm Hoàng thái hậu. Trên lý thuyết, các Hoàng thái phi do là sinh mẫu của Tân Hoàng đế, các Hoàng hậu và Phi tần của Tân Hoàng đế cũng phải có sự tôn trọng nhất định. Tuy nhiên điều này cũng thật sự còn tùy quy định của từng triều đại. Khi nghị luận tôn vị cho Chu Quý nhân, Thượng thư bộc xạ Giang Bân đã dâng tấu viết:
| “                                                             | 虞舜體仁孝之性，盡事親之禮，貴為天王，富有四海，而瞽叟無立錐之地，一級之爵。蒸蒸之心，昊天罔極，寧當忍父卑賤，不以徽號顯之，豈不以子無爵父之道，理窮義屈，靡所厝情者哉！《春秋經》曰『紀季姜歸於京師』，《傳》曰『父母之於子，雖為天王后，猶曰吾季姜』，言子尊不加父母也。或以為子尊不加父母，則武王何以追王太王、王季、文王乎？周之三王，德配天地，王跡之興，自此始也。是以武王仰尋前緒，遂奉天命，追崇祖考，明不以子尊加父母也。案《禮》『幼不誄長，賤不誄貴』，幼賤猶不得表彰長貴，況敢錫之以榮命邪！漢祖感家令之言而尊太公，荀悅以為孝莫大于嚴父，而以子貴加之父母，家令之言過矣。爰逮孝章，不上賈貴人以尊號，而厚其金寶幣帛，非子道之不至也，蓋聖典不可踰也。當春秋時，庶子承國，其母得為夫人。不審直子命母邪，故當告於宗祧以先君之命命之邪？竊見詔書，當臨軒拜授貴人為皇太妃。今稱皇帝策命命貴人，斯則子爵母也。貴人北面拜受，斯則母臣子也。天尊地卑，名位定矣，母貴子賤，人倫序矣。雖欲加崇貴人，而實卑之；雖顯明國典，而實廢之。且人主舉動，史必書之。如當載之方策，以示後世，無乃不順乎！竊謂應告顯宗之廟，稱貴人仁淑之至，宜加殊禮，以酬鞠育之惠。奉先靈之命，事不在己。妃后雖是配君之名，然自后以下有夫人九嬪，無稱妃焉。桓公謂宜進號太夫人，非不允也。如以夫人為少，可言皇太夫人。皇，君也，君太夫人於名禮順矣。 . Ngu Thuấn thể nhân hiếu chi tính, tẫn sự thân chi lễ, quý vi Thiên vương, phú hữu tứ hải, nhi Cổ Tẩu vô lập trùy chi địa, nhất cấp chi tước. Chưng chưng chi tâm, hạo thiên võng cực, ninh đương nhẫn phụ ti tiện, bất dĩ huy hào hiển chi, khởi bất dĩ tử vô tước phụ chi đạo, lý cùng nghĩa khuất, mĩ sở thố tình giả tai!《Xuân Thu Kinh》 viết:『Kỷ quý khương quy vu kinh sư 』, 《Truyện》 viết:『Phụ mẫu chi vu tử, tuy vi Thiên vương hậu, do viết Ngô Quý Khương 』, ngôn tử tôn bất gia phụ mẫu dã. Hoặc dĩ vi tử tôn bất gia phụ mẫu, tắc Võ vương hà dĩ truy Vương thái vương, Vương Quý, Văn vương hồ? Chu chi Tam vương, đức phối thiên địa, vương tích chi hưng, tự thử thủy dã. Thị dĩ Võ vương ngưỡng tầm tiền tự, toại phụng thiên mệnh, truy sùng tổ khảo, minh bất dĩ tử tôn gia phụ mẫu dã. Án《 lễ 》:『Ấu bất lụy trường, tiện bất lụy quý 』, ấu tiện do bất đắc biểu chương trường quý, huống cảm tích chi dĩ vinh mệnh tà! Hán Tổ cảm gia lệnh chi ngôn nhi tôn Thái Công, tuân duyệt dĩ vi hiếu mạc đại vu nghiêm phụ, nhi dĩ tử quý gia chi phụ mẫu, gia lệnh chi ngôn quá hĩ. Viên đãi Hiếu Chương, bất thượng Giả Quý nhân dĩ tôn hào, nhi hậu kỳ kim bảo tệ bạch, phi tử đạo chi bất chí dã, cái thánh điển bất khả du dã. Đương Xuân Thu thời, Thứ tử thừa quốc, kỳ mẫu đắc vi Phu nhân. Bất thẩm trực tử mệnh mẫu tà, cố đương cáo vu tông thiêu dĩ tiên quân chi mệnh mệnh chi tà? Thiết kiến chiếu thư, đương lâm hiên bái thụ Quý nhân vi Hoàng thái phi. Kim xưng Hoàng đế sách mệnh mệnh Quý nhân, tư tắc tử tước mẫu dã. Quý nhân bắc diện bái thụ, tư tắc mẫu thần tử dã. Thiên tôn địa ti, danh vị định hĩ, mẫu quý tử tiện, nhân luân tự hĩ. Tuy dục gia sùng quý nhân, nhi thật ti chi; tuy hiển minh quốc điển, nhi thật phế chi. Thả nhân chủ cử động, sử tất thư chi. Như đương tái chi phương sách, dĩ kỳ hậu thế, vô nãi bất thuận hồ! Thiết vị ứng cáo Hiển Tông chi miếu, xưng Quý nhân nhân thục chi chí, nghi gia thù lễ, dĩ thù cúc dục chi huệ. Phụng tiên linh chi mệnh, sự bất tại kỷ. Phi hậu tuy thị phối quân chi danh, nhiên tự hậu dĩ hạ hữu Phu nhân Cửu tần, vô xưng Phi yên. Hoàn Công vị nghi tiến hào Thái phu nhân, phi bất duẫn dã. Như dĩ Phu nhân vi thiếu, khả ngôn Hoàng thái phu nhân. Hoàng, quân dã, Quân thái phu nhân vu danh lễ thuận hĩ. | ” |
| — Lời tấu của Giang Bân về danh vị của Chu quý nhân triều Tấn | |   |

Sau lời tâu của Giang Bân, Ai Đế quyết định tôn Chu thị làm Hoàng thái phi, lại cho nghi lễ đều như Hoàng thái hậu, cũng tạo tiền lệ về lễ nghi và quần áo của Hoàng thái phi đều mô hỏng Hoàng thái hậu. Nhưng không phải lúc nào cũng như vậy, ví dụ chính là trường hợp của Chu Đức phi triều Tống, là sinh mẫu của Tống Triết Tông nên được tôn làm Hoàng thái phi (Hoàng thái hậu khi ấy là Hướng Thái hậu), lễ nghi vẫn như cũ là bậc của phi tần, vẫn không có danh phận trưởng bối ưu việt. Về sau, Thái hoàng thái hậu Cao Thao Thao lấy tích Xuân Thu mà ban cho nghi lễ của Chu Thái phi như Hoàng hậu, trực tiếp nâng địa vị của Chu Thái phi làm trưởng bối trong cung.
Triều đại nhà Nguyễn lần nghị về lễ tấn tôn Hoàng thái phi đầu tiên, là khi Vua Hiệp Hòa lên ngôi. Lúc ấy, nhà Vua tôn Từ Dụ Thái hậu làm Thái hoàng thái hậu là do di chiếu của Vua Tự Đức, bởi vì vốn dĩ di chiếu này để chỉ định cho Vua Dục Đức, như thế vai vế của nhà Vua sẽ là cháu của Từ Dụ Thái hậu, hợp tình hợp lý. Nhưng sau đó Vua Dục Đức bị phế, em út Vua Tự Đức là Vua Hiệp Hòa nối ngôi. Dù thân phận nhà Vua so với Từ Dụ Thái hậu là con út của chồng cùng mẹ cả, nhưng vẫn như cũ tấn tôn làm Thái hoàng thái hậu. Lúc này, nhà Vua muốn tôn mẹ ruột là Thụy tần Trương Thị Thận làm Hoàng thái phi, cũng đề nghị gia tôn Trung phi Vũ Thị Duyên làm Hoàng thái hậu theo di chiếu của Vua Tự Đức. Nhưng vấn đề vai vế của nhà Vua tạo thành vấn đề tương đối phức tạp. Đại Nam thực lục, Đệ tứ kỷ, Quyển LXX, kỷ về Vua Hiệp Hòa có thuật lại:
| “                                                         | Mùa thu, tháng 7, bàn rõ điển lễ tấn tôn Khiêm Hoàng hậu và Hoàng thái phi. Tôn nhân và đình thần tuân theo di chiếu, nghĩ xin tấn tôn Trung phi làm Hoàng thái hậu. Trung phi đến cung Gia Thọ lạy và từ chối, có nói: "Nếu dạy được Thuỵ Quốc công (tức Vua Dục Đức), mới dám nhận tấn tôn, nay Thuỵ Quốc công như thế, cũng dự có lỗi không dám nhận, xin từ và xin đến Khiêm cung để hầu Tiên đế". Vua lại mời Trung phi ngự điện Cao Ninh, thân hành làm lễ bái yết và dâng cơm. Trung phi lại cố từ. Vua bèn sắc sai các quan bàn kỹ thế nào cho hợp lễ chế và đem bàn thêm nghi chế tấn tôn Lệnh từ (ý chỉ bà Trương Thị Thận). Đến nay, Tôn nhân, hoàng thân, đình thần xem xét điển lễ cũ: Đời Tống, Tấn vương Quang Nghĩa lên ngôi, gọi Tống Hoàng hậu là Khai Bảo Hoàng hậu, dời sang ở Tây cung. Thần Tông mất, Hướng Hoàng hậu không có con, lập Diên An quận vương Dong - con thứ sáu của Thần Tông - làm Hoàng thái tử, thế là Triết Tông, cho tấn tôn Hoàng thái hậu Cao thị gọi là Thái hoàng thái hậu, Hoàng hậu Hướng thị gọi là Hoàng thái hậu, còn mẹ đẻ Đức phi Chu thị là Hoàng thái phi. Năm Nguyên Phù thứ 2, lập Hiền phi Lưu thị làm Hoàng hậu. Năm thứ 3, Triết Tông chết, không có con, Thuỵ vương Cát - con thứ 10 của Thần Tông - lên ngôi vua, đó là Huy Tông, tôn Hoàng hậu Lưu thị làm Nguyên Phù Hoàng hậu. Năm Kiên Trung Tĩnh Quốc thứ nhất, Hoàng thái hậu Hướng thị mất, truy tôn Thái phi Trần thị - mẹ đẻ ra Huy Tông - làm Khâm Từ Hoàng hậu. Và xét cả điển trước của bản triều. Gia Long năm thứ 5, sách lập Vương hậu Tống thị làm Hoàng hậu. Năm thứ 13, Hoàng hậu Tống thị mất, sách phong tôn thuỵ là Giản Cung Trai Hiếu Dực Chính Thuận Nguyên Hoàng hậu. Minh Mệnh năm thứ nhất, gia tôn tên thuỵ Hoàng tỷ là Thừa Thiên Tá Thánh Hậu Đức Từ Nhân Giản Cung Trai Hiếu Đức Chính Thuận Nguyên Cao Hoàng hậu. Năm thứ 2, tôn Hoàng mẫu làm Hoàng thái hậu. Thiệu Trị năm thứ 5, tấn tôn là Thánh tổ mẫu Nhân Tuyên Từ Khánh Phước Thọ Du Ninh Thái hoàng thái hậu. Năm thứ 6, Thái hoàng thái hậu băng, tôn tên thuỵ là Thuận Thiên Hưng Thánh Quang Dụ Hoá Cơ Nhân Tuyên Từ Khánh Đức Trạch Nguyên Công Cao Hoàng hậu. Châm chước nghĩ định Trung phi, xin lấy mỹ tự tên cung tôn làm Khiêm Hoàng hậu, tôn Lệnh từ thì tôn làm Hoàng thái phi. Duy việc tấn tôn Từ Dụ Thái hoàng thái hậu là theo ý hiếu kính của Tiên đế, tưởng nên châm chước tình lễ. Đây là di chiếu, thiên hạ thần dân đều gọi chung, xin tuân theo mà làm. Lời bàn ấy dâng lên. Vua lại sai Tuy Lý vương cùng Nội các, Sử quán, Quốc tử giám hội đồng xét lại cho kỹ, cho là các lẽ bàn định ở trên, so với tình lý đều đã thoả hợp. Trong ấy về khoản lấy mỹ tự làm hiệu, đã có điển cố, như Bảo Lịch Thái hậu nhà Đường ở điện Nghĩa An gọi là Nghĩa An Thái hậu, Hiển Túc Thái hậu nhà Tống ở cung Ninh Đức gọi là Ninh Đức Hoàng hậu. Việc xin tôn Trung phi làm Khiêm Hoàng hậu, chiểu với điển cũ cũng đúng, xin theo lời nghị mà làm. Vua đem tập tâu ấy tâu lên Từ Dụ Thái hoàng thái hậu, bèn cho thi hành. | ” |
| — Đại Nam thực lục, Đệ tứ kỷ - Quyển LXX, Phụ chép Phế Đế | |   |

Lần thứ hai triều Nguyễn diễn ra suy xét tôn Hoàng thái phi, là khi Vua Kiến Phúc lên ngôi. Theo vai vế, Vua Kiến Phúc là con nuôi của Vua Tự Đức, do vậy Khiêm Hoàng hậu Vũ Thị Duyên là mẹ cả, mà mẹ nuôi là Học phi Nguyễn Văn Thị Hương sẽ trở thành mẹ ruột theo xưng hô tông pháp của hoàng gia. Án theo như thế, nhà Vua định tôn Khiêm Hoàng hậu làm "Hoàng thái hậu" và Học phi làm "Hoàng thái phi" theo đúng vị thứ, nhưng cuối cùng chỉ diễn ra lễ tấn tôn Khiêm Hoàng hậu mà thôi. Đại Nam thực lục, Đệ ngũ kỷ, quyển 1, kỷ về Vua Kiến Phúc có thuật lại sự kiện này khá tỉ mỉ:
| “                                                                             | Sai bàn định điển lễ tấn tôn Hoàng thái hậu, Hoàng thái phi và làm sách vàng, triện vàng. Lúc này các bậc Hoàng thân Vương công và đình thần cùng dâng lời tâu xin theo di chiếu, tấn tôn Khiêm Hoàng hậu lên làm Hoàng thái hậu và tôn Học phi làm Hoàng thái phi. Nhà vua đem lời ấy tâu lên và được ý chỉ của Từ Dụ Thái hoàng thái hậu chuẩn y, nên mới ra mệnh ấy. Lời Dụ nói rằng:"Tôn lễ của Hậu và Đế là do nghĩa mà có. Thánh mẫu Trung phi của ta, đức sáng ngang Mặt Trời, sánh phối cùng Thượng đế. Nắm giữ đức nhân từ nhu thuận, trên thừa hoan phụng, dưới suất tần ngự để giúp hoàng khảo ta trong 36 năm trời. Giáo hóa bề trong sánh với Cơ Sằn, Cơ Tử. Hoàng mẫu ta là Học phi, bẩm tính từ tường, thực hành nhân hậu, thừa mệnh Hoàng khảo ta nuôi dạy ta từ nhỏ đến trưởng thành. Nay ta vâng chịu phó thác, lấy thiên hạ nuôi dưỡng từ thân, cũng là một cách tôn kính. Trẫm đã bảo bộ Lễ bàn rõ các điển lễ, tâu lên đợi trẫm quyết định, Hữu ty chế tạo trước Kim sách và Kim bảo, đợi trẫm kính duyệt, đến ngày sẽ cử hành nghi thức long trọng để thỏa lòng hiếu kính của trẫm và phù hợp với sự kính đồng lòng của vạn họ". Sau đó bàn dâng lời tâu xin vâng ý chỉ đến để tới sau khi mãn tang sẽ cử hành (đến tháng 8 năm Ất Dậu tức Hàm Nghi nguyên niên). (Khi Cảnh Tông Thuần Hoàng đế (tức Vua Đồng Khánh) lên ngôi, chuẩn dụ dừng lại việc sách phong huy hiệu cho Hoàng thái phi, vị thứ của Học phi cũng để như cũ. Năm Đồng Khánh thứ hai, tháng 9, đặc cách tấn tôn Khiêm Hoàng hậu làm Trang Ý Hoàng thái hậu) | ” |
| — Chuyện gia tôn Hoàng thái hậu và Hoàng thái phi triều Kiến Phúc thời Nguyễn | |   |

Căn cứ theo việc chuẩn bị này, Hoàng thái phi cũng như Hoàng thái hậu đều có sách vàng và ấn vàng. Địa vị của Hoàng thái phi cũng chỉ dưới Hoàng thái hậu và trên các Cung tần khác, bất kể triều nào, trong Thực lục triều Kiến Phúc cũng ghi chép không ít lần tên của Hoàng thái phi chỉ sau Hoàng thái hậu. Ở triều Khải Định, địa vị của Hoàng thái phi cũng tương tự, đều có sách vàng và ấn vàng khi gia tôn, và cũng đều mặc áo mão tương đồng Hoàng thái hậu. Dù vậy, về hình thức số lượng và quy cách theo lẽ đều sẽ giảm đi so với Hoàng thái hậu, như tiền mừng thọ, tiền cung ứng và vị trí của Hoàng thái phi khi hiến tế đều kém hơn Hoàng thái hậu.
Lần thứ ba và cũng là lần cuối cùng đề cập gia tôn huy hiệu Hoàng thái phi của triều Nguyễn, xảy ra vào năm Khải Định nguyên niên (1916). Tháng 5, ngày mồng 6, xuống sắc đón Hoàng nguyên từ (Nguyễn Hữu thị) cùng Hoàng lệnh từ (Dương thị) về thị hầu tại Tây Cung. Chuẩn hằng năm lấy ngày mồng 1 tháng 12 (ngày sinh của Nguyên Từ) làm Thánh Thọ tiết, còn ngày 26 tháng 3 (ngày sinh của Lệnh Từ) làm Tiên Thọ tiết, từ đó nhà Vua phân biệt gọi là [Thánh mẫu] cùng [Tiên mẫu]. Tháng 12 năm đó, dâng tôn hiệu Hoàng nguyên từ làm Hoàng thái hậu và Hoàng lệnh từ làm Hoàng thái phi. Trước đó ra sắc dụ như sau:
| “                                                                                             | Thánh nhân buông giáo hóa, trước hết trọng lễ văn. Vương giả dấy nghiệp hưng, đầu tiên lo hiếu đạo. Có phụng dưỡng bề trên hợp với lòng thiên hạ, mới mong được thiên hạ tôn kính làm bề trên. Việc dâng tôn hiệu vẻ vang chính là thể hiện tấm lòng và biểu cao đức sáng. Kính nghĩ Thánh mẫu Hoàng nguyên từ bệ hạ triều ta, phúc lớn lắng trước cổng danh gia, điềm lành rạng ở nơi đài các. Đã phụ giúp Hoàng khảo Cảnh Tông Thuần hoàng đế ta lo toan việc nội trị suốt ba năm, mẫu mực đoan nghiêm, dung nghi trang nhã. Rộng lượng ban cho kẻ dưới, sâu sắc mà hiền hòa; Vui tươi đượm nét dung nhan, nhân từ và thánh thiện. Đức sáng kể sao cho siết, tán dương nói mãi chẳng cùng. Tiên mẫu Hoàng lệnh từ bệ hạ triều ta, lan điện ngưng hương, hồ lô đọng nguyệt. Đã theo hầu Hoàng khảo Hoàng đế thuở còn ở tiềm để, cần cù như Câu Dặc phu nhân lo bao đêm ngày, bú mớm chốn Đồ Sơn nhiều năm tháng, sáng nghĩa vẹn tình. Lúc nước nhà nguy nan phụng sự Hoàng đế không màn mệt mỏi, nuôi dưỡng quả nhân nên người, mẫu đức cao dày sánh bằng trời đất. Từ ngày Hoàng khảo long ngự quy thiên, đã cùng Thánh mẫu Hoàng nguyên từ bệ hạ trông giữ lăng tẩm, hơn chục năm sương gió. Điềm cát tường từ năm Long thần phun nước, đức thịnh ắt hợp lời khấm khuy chim phượng. Trẫm lên ngôi đại thống có được thiên hạ, vừa rồi Tôn Nhân phủ cùng bá quan văn võ dâng sớ tâu xin tấn tôn danh hiệu cao quý, bèn theo ý nguyện, tấn tôn Hoàng nguyên từ làm Hoàng thái hậu, và Hoàng lệnh từ làm Hoàng thái phi | ” |
| — Trích từ Đồng Khánh - Khải Định chính yếu - quyển Khải Định chính yếu sơ tập, phần Hiếu trị | |   |